# Fritz Tobiesen

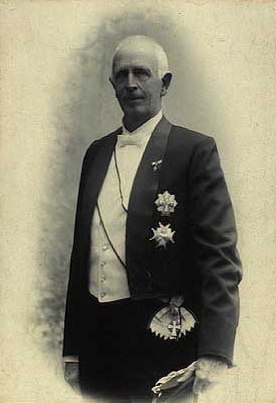
Fritz Tobiesen.

Frederik (Fritz) Christian Heinrich Emil Tobiesen, född den 14 maj 1829 i Köpenhamn, död där den 19 maj 1908, var en dansk ämbetsman och politiker.
Tobiesen var från 1872 departementsdirektör i inrikesministeriet och 1874–1875 inrikesminister i ministären Fonnesbech. Han fick sin huvudsakliga betydelse under den följande tiden som kommissarie för en rad järnvägsbyggen. Tobiesen var en osedvanligt duglig ämbetsman, men för byråkratisk för att kunna göra sig gällande som politiker.